# Caverna da Maia
A Caverna da Maia localiza-se no oceano Atlântico, em frente ao lugar da Maia, na freguesia do Santo Espírito, concelho da Vila do Porto, na costa este da ilha de Santa Maria, nos Açores.

## Formação geológica
Esta formação geológica constitui-se num afloramento rochoso marítimo, a poucos metros da costa, e apresenta uma profundidade máxima de 25 metros e uma mínima de 8 metros. Devido à pureza das águas a visibilidade ronde os 20 metros.
Tem origem em escoadas lávicas que formaram um fundo constituído por um substrato heterogéneo e bastante dinâmico, em que surgem alternadamente blocos rochosos e clareiras de areia.
Os tubos de lava propriamente ditos deram origem a uma caverna de apreciáveis dimensões que deu nome ao local. Essa caverna é um local abrigado de correntes marítimas, praticamente ausentes no seu interior, onde raramente se nota qualquer hidrodinamismo.
A caverna é muito ampla, com três entradas, o que permite o acesso ao seu interior sem dificuldades. A descida é efectuada até aos 8 metros de profundidade, sendo depois possível deslizar ao longo da parede rochosa até alcançar o fundo. Essas entradas dão origem a um belo jogo de luz em que os tons de azul variam entre si.

## Flora e fauna
A fauna é variada: no maciço rochoso e nas fendas, observam-se abróteas, polvos e congros de grandes dimensões; a rondar os 8 metros de profundidade surgem espécies de menores dimensões por sobre a rocha, destacando-se os nudibrânquios e outros moluscos da subordem de gastrópodes; junto ao fundo, e não só nas zonas de areias, é possível observar-se ratões, garoupas, vejas, salemas, peixes-rainha, entre outros.
Acontecimento curioso, mas relacionado com a grande dimensão da caverna é o facto de existirem no interior da caverna cardumes de taínhas. Em seu fundo, e junto às paredes, observam-se camarões, pequenos foliões e abróteas escondidas nas fendas das rochas.
As espécies mais abundantes nesta baixa são castanhetas-amarelas ("Chromis limbata"), garoupas ("Serranus atricauda"), peixes-balão ("Sphoeroldes marmoratus"), peixes-rei ("Coris julis"), salemas ("Sarpa salpa"), e vejas ("Spansoma cretense"), caracterizando uma riqueza biológica bastante variada.
Além das espécies mencionadas é ainda possível encontrar-se toda uma variedade de fauna e flora marinha, onde se destacam:
- Água-viva ("Pelagia noctiluca")
- Alga castanha ("Dictyota dichotoma")
- Alga Roxa ("Bonnemaisonia hamifera")
- Anêmona-do-mar ("Alicia mirabilis")
- Ascídia-flor ("Distaplia corolla")
- Boga ("Boops boops")
- Caravela-portuguesa ("Physalia physalis")
- Chicharro ("Trachurus picturatus")
- Estrela-do-mar ("Ophidiaster ophidianus")
- Lírio ("Campogramma glaycos")
- Ouriço-do-mar-negro ("Arbacia lixula")
- Peixe-porco ("Balistes carolinensis")
- Polvo ("Octopus vulgaris")
- "Pomatomus saltator"
- Salmonete ("Mullus surmuletus")
- Solha ("Bothus podas maderensis")
- Sargo ("Dictyota dichotoma")
- Toninha-brava ("Tursiops truncatus")
- Tartaruga-careta - ("Caretta caretta")
- "Zonaria flava"